# Haradagatti, Shirhatti
Haradagatti là một làng thuộc tehsil Shirhatti, huyện Gadag, bang Karnataka, Ấn Độ.